# رهبر رایزنشی
رهبر رایزنشی (انگلیسی: Floor leader) رهبری است که در یک بخش معین از قوه مقننه رهبری حزب برآمده از آن را بر عهده دارد.

## در کشورها

### فیلیپین
در فیلیپین، هر کدام از مجلس‌های قوه مقننه دارای یک رهبر رایزنشی اکثریت و یک رهبر رایزنشی اقلیت هستند.

### ایالات متحده

#### مجلس سنا
در مجلس سنای ایالات متحده آمریکا، این رهبرها برای اعلام مراتب حزبی توسط خود اعضای حزب در مجلس انتخاب می‌شوند.

#### مجلس نمایندگان
مقامی تقریباً به‌همین شکل در مجلس نمایندگان ایالات متحده وجود دارد. البته معمولاً برای حزب اقلیت به‌کار می‌رود؛ چون رهبر رایزنشی حزب اکثریت، دومین مقام بلندپایه این حزب محسوب می‌گردد.